# Miroslav Voborský
Miroslav Voborský (26. srpna 1923 – ???) byl český a československý politik Komunistické strany Československa a poúnorový poslanec Národního shromáždění ČSR.

## Biografie
Ve volbách roku 1954 byl zvolen za KSČ do Národního shromáždění ve volebním obvodu Ústí nad Labem. V parlamentu setrval do konce funkčního období, tedy do voleb roku 1960. K roku 1954 se profesně uvádí jako hlavní inženýr podniku Kovohutě Děčín.